# Bjeen Alhassan
Bjeen Alhassan (* 26. März 1992 in Qamischli, Syrien) ist eine deutsche Ökonomin sowie Trägerin des Nationalen Integrationspreises der Bundeskanzlerin 2020.

## Leben
Bjeen Alhassan wuchs als Tochter einer Lehrerin und eines Beamten in Qamischli im Nordosten Syriens auf. Nach ihrer Schulzeit zog sie im Jahr 2010 nach Damaskus und nahm als 17-Jährige ein Wirtschaftsstudium auf. Vier Jahre später kehrte sie als studierte Ökonomin in ihre Heimatstadt zurück. Um den Kriegswirren zu entkommen, ging Alhassan nach Erbil im kurdischen Teil des Irak. Dort arbeitete sie in einer Marketingagentur. Im Februar 2014 kam sie als Asylsuchende nach Deutschland, ihre Eltern und ihr Bruder hatten Syrien zu diesem Zeitpunkt bereits verlassen und lebten in Ostfriesland.
Nach ihrer Ankunft in Aurich besuchte Bjeen Alhassan einen Integrationskurs und erlernte die deutsche Sprache. Sie arbeitete zunächst als Praktikantin in einer Werbeagentur und schrieb sich dann an der Hochschule Emden/Leer als Masterstudentin für das Studienfach Business Management in Emden ein. Aufgrund ihrer Sprachkenntnisse – sie spricht Arabisch, Kurdisch, Französisch, Englisch und Deutsch – war Alhassan während ihres Masterstudiums als Dolmetscherin für geflüchtete Frauen tätig. Als diese die Integrationskurse wegen der Corona-Pandemie nicht mehr besuchen konnten, gründete Bjeen Alhassan die Facebook-Gruppe „Lernen mit Bjiin“. Mit ihren Online-Beiträgen unterstützte sie geflüchtete Frauen beim Erlernen der deutschen Sprache und versorgte sie mit praktischen Tipps für den Berufsweg. Für dieses Engagement wurde sie mit dem Nationalen Integrationspreis 2020 ausgezeichnet; dieser Auszeichnung war eine Nominierung von der Bundesvereinigung der Deutschen Arbeitgeberverbände (BDA) und vom Bundesverband der Deutschen Industrie (BDI) vorausgegangen.
Nach ihrem Studium arbeitete Bjeen Alhassan für die Koordinierungsstelle für Weiterbildung und Beschäftigung in Hamburg e.V. (KWB). In Kooperation mit der Sozialbehörde beriet sie Menschen mit Fluchthintergrund. Zu ihren Aufgaben gehörte, Ausbildungsplätze zu vermitteln. Außerdem war sie im Bereich der beruflichen Orientierung von Jugendlichen tätig.
Bjeen Alhassan rief in Hamburg den Verein „Transfer of Knowledge e.V.“ (TOK) ins Leben, der Menschen mit Fluchthintergrund sprachliche Kompetenzen sowie Schulungen im Umgang mit Behörden, individuelle Beratung und Hilfe bei der Integration in Bildung und Beruf anbietet. 2021 verlegte sie ihren Lebensmittelpunkt nach Abschluss ihres Masterstudiums in die hessische Landeshauptstadt Wiesbaden. Im gleichen Jahr erhielt sie von Bundespräsident Frank-Walter Steinmeier für ihren Einsatz die Verdienstmedaille des Verdienstordens der Bundesrepublik Deutschland.

## Auszeichnungen
- 2020: Nationaler Integrationspreis[8]
- 2021: Verdienstorden der Bundesrepublik Deutschland